# Joseph Maria von Thun und Hohenstein

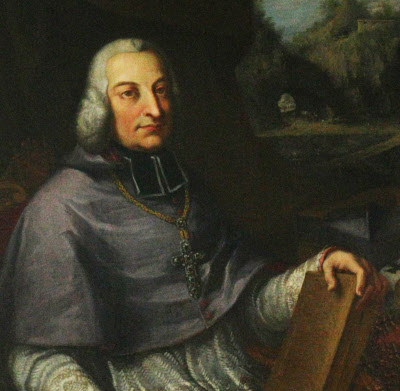
Fürstbischof Joseph Maria von Thun und Hohenstein

Joseph Maria Graf von Thun und Hohenstein (* 24. Mai 1713 in Trient; † 15. Juni 1763 in Mattighofen) war Bischof von Gurk und Fürstbischof von Passau.

## Leben
Joseph Maria kam als Sohn des Joseph Johann Graf von Thun und seiner Gemahlin Margareta Veronika, einer geborenen Gräfin von Thun, zur Welt. Mit 16 Jahren erhielt er 1739 das Kanonikat zu Salzburg, zwei Jahre später jenes zu Passau, zusätzlich die Propstei St. Peter in Augsburg. 1731 studierte er in Salzburg Rechtswissenschaften und Theologie. Anschließend ging er als Auditor der Rota und Gesandter des Königs von Ungarn nach Rom. Am 14. Oktober 1741 wurde er von Kaiserin Maria Theresia zum Bischof von Gurk ernannt, am 11. Januar 1742 erfolgte die Konfirmation durch den Salzburger Erzbischof und am 18. Februar 1742 wurde er nach Dispens vom erforderlichen kanonischen Alter (er war erst 29 Jahre alt) durch Benedikt XIV. zum Bischof geweiht.
Aufgrund seiner Funktion als ungarischer Prominister hielt er sich noch einige Jahre in Rom auf, dem Bistum Gurk wurde darum ein Generalvikar in der Person des Bischofs Wenzel von Bukovsky bestellt.
Im Jahr 1740 hatte er dem Kardinalstaatssekretär im Auftrage Maria Theresias eine Remonstration gegen ein Breve zu überreichen, worin der Papst Karl VII. als Kaiser anerkannt hatte. Durch diese diplomatische Tätigkeit fiel er beim Papst in Ungnade. 1744 verließ er Rom für immer.
In der Diözese Gurk wirkte er als eifriger Bischof, errichtete namentlich ein Priesterseminar zu Straßburg, dessen erster Vorsteher der Benediktiner Gregor Zallwein wurde. Im Jahr 1753 wurde er zusätzlich Administrator des Bistums Lavant und Salzburger Generalvikar für Kärnten.
Am 10. November 1761 wurde er von dem Domkapitel in Passau einstimmig zum Bischof gewählt. Am 23. Mai 1762 wurde er dort inthronisiert. Während seiner kurzen, nur 19 Monate währenden, Regierung bemühte er sich namentlich um die Verbesserung des Schulwesens, auch um die Errichtung eines Priesterseminars, 1762 veröffentlichte er den ersten Band einer Übersetzung des Neuen Testaments mit Anmerkungen. Er starb am 15. Juni 1763 während einer Visitationsreise in Mattighofen und liegt in der Domgruft in Passau bestattet.